# Убийство Джеймса Гарфилда
Убийство Джеймса Гарфилда (англ. Assassination of James A. Garfield) — покушение на двадцатого президента США Джеймса Гарфилда и последовавшая за этим его смерть от неудачного лечения. Гарфилд стал вторым из четырёх убитых президентов США.

## Убийство

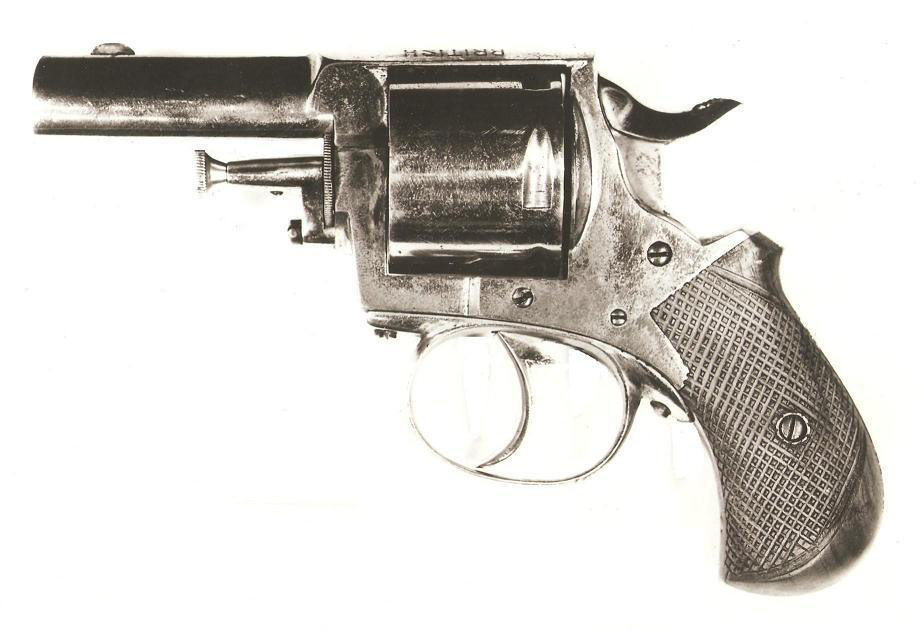
Револьвер, из которого был убит Джеймс Гарфилд

Покушение на Джеймса Гарфилда произошло в Вашингтоне, округ Колумбия, 2 июля 1881 года в 09:30 утра в здании железнодорожной станции Baltimore and Potomac Railroad Station. Адвокат Шарль Гито дважды выстрелил президенту в спину почти в упор из револьвера «Бульдог».
Гито агитировал за Гарфилда перед президентскими выборами и после его избрания надеялся быть назначенным на какую-либо ответственную должность (он хотел стать послом). Когда ожидания Гито не сбылись, он был разгневан и решил убить Гарфилда.
Рана президента была неглубокой, и пуля не повредила жизненно важных органов. Но врачи проявили непрофессионализм при операции и вызвали сильное гнойное воспаление — они так и не смогли извлечь пулю и занесли в организм инфекцию, от которой Гарфилд умер 19 сентября 1881 года. Умышленно это было сделано или нет — неизвестно. Пуля была обнаружена только при вскрытии. Среди четырёх убитых президентов США Гарфилд прожил наибольший промежуток времени между покушением и смертью.
Адвокаты требовали признать Гито невменяемым, тем не менее суд приговорил его к смертной казни через повешение, исполненной 30 июня 1882 года.
Убийца купил за 15 долларов револьвер марки Webley British Bulldog в дорогом исполнении, с рукояткой из слоновой кости, а не с обычной деревянной, чтобы оружие хорошо смотрелось в качестве музейного экспоната после убийства. Этот револьвер был изъят и действительно находился в Смитсоновском институте, но в начале XX века был утерян.